# Гельмут Кемпфе
Гельмут Кемпфе (нім. Helmut Kämpfe; 31 липня 1909, Єна, Німецька імперія — 10 червня 1944, Орадур-сюр-Глан, Франція) — офіцер військ СС, штурмбанфюрер СС. Кавалер Лицарського хреста Залізного хреста.

## Біографія
На фронті з 1939 року. Брав участь в кампаніях вермахту в Польщі, Франції та Радянському Союзі. У грудні 1943 року за наказом командування перекинутий з частинами 2-ї дивізії СС до Франції, де отримав командування над 3-м батальйоном 4-го полку СС «Дер Фюрер».
9 червня 1944 року його батальйон вирушав до Нормандії для допомоги німецьким дивізіям у відбитті атак англо-американських військ. По дорозі батальйон зіткнувся з силами французьких партизанів, які захопили Кемпфе в полон (батальйон встиг пройти через Шесса, Лімож). У Ліможі Кемпфе залишив свої документи, які згодом виявив Сильвестр Штадлер, командир полку. Очолював групу партизанів Жан Каню, який передав полоненого офіцера в розпорядження іншого партизана Жоржа Гінгуна.
Штурмбанфюрер СС Адольф Дікман, який командував 1-м батальйоном, попрямував до села Орадур-сюр-Глан, де, як йому повідомили, і ховали полоненого Кемпфе. Він повинен був вступити в переговори з партизанами і запропонувати їм обміняти полоненого офіцера на 30 партизан. Однак в ніч з 9 на 10 червня партизани розстріляли полоненого Кемпфе і спалили його труп. На наступний день Дікман дізнався про те, що трапилося, і відправив каральний загін, який знищив майже всіх мешканців Орадура — всього 642 загиблих, у тому числі 207 дітей.
Вже після війни Гельмута Кемпфе перепоховали в Бернойлі (департамент Верхня В'єнна). Згодом ходили чутки, що його стратили в селі Орадур-сюр-Вайрес, а німці просто переплутали села.
Приблизно за 4 км на схід від Сен-Леонар-де-Нобла на N141 є меморіал на честь викрадення штурмбанфюрера Гельмута Кемпфе. Меморіал був розроблений художником Жан-Жозеф Санфурш і був урочисто відкритий у 1986 році Жорж Гінгуен.

## Нагороди
- Медаль «За вислугу років у Вермахті» 4-го класу (4 роки)
- Хрест Воєнних заслуг 2-го класу з мечами
- Залізний хрест
  - 2-го класу (26 серпня 1941)
  - 1-го класу (7 листопада 1941)
- Нагрудний знак «За участь у загальних штурмових атаках» 1-го ступеня (2 квітня 1942)
- Медаль «За зимову кампанію на Сході 1941/42» (13 липня 1942)
- Нагрудний знак «За поранення»
  - В сріблі
  - В золоті (11 березня 1943)
- Німецький хрест в золоті (11 березня 1943)
- Нагрудний знак ближнього бою
  - В бронзі (20 квітня 1943)
  - В сріблі (30 жовтня 1943)
  - В золоті
- Лицарський хрест Залізного хреста (10 грудня 1943)